# Guenroc
 Guenroc  (en bretón Gwenroc'h) es una población y comuna francesa, situada en la región de Bretaña, departamento de Côtes-d'Armor, en el distrito de Dinan y cantón de Caulnes.

## Demografía
| 268 | 249 | 193 | 185 | 176 | 195 |
| Para los censos de 1962 a 1999 la población legal corresponde a la población sin duplicidades (Fuente: INSEE [Consultar]) |     |     |     |     |     |